# 賈加爾群島
66°35′S 57°20′E / 66.583°S 57.333°E
賈加爾群島，是南極洲的群島，位於恩德比地，處於布斯比角附近，根據挪威探險隊拍攝的空中照片繪入地圖，現時由南極條約體系管理。